# Панфіловський район (Жетисуська область)
Панфі́ловський район (каз. Панфилов ауданы, рос. Панфиловский район) — адміністративна одиниця у складі Жетисуської області Казахстану. Адміністративний центр — місто Жаркент.

## Населення
Населення — 132941 особа (2021; 113059 у 2009, 112984 у 1999, 102459 у 1989).
Національний склад (станом на 2010 рік):
- казахи — 75456 осіб (62,54%)
- уйгури — 37920 осіб (31,43%)
- росіяни — 4945 осіб (4,10%)
- дунгани — 917 осіб
- татари — 546 осіб
- узбеки — 304 особи
- українці — 89 осіб
- киргизи — 71 особа
- чеченці — 65 осіб
- німці — 64 особи
- корейці — 30 осіб
- турки — 25 осіб
- білоруси — 13 осіб
- азербайджанці — 13 осіб
- греки — 12 осіб
- курди — 8 осіб
- поляки — 4 особи
- інші — 164 особи

## Історія
Район був утворений 1928 року як Джаркентський, з 1942 року назву змінено на сучасну. У період 1989-1999 років до складу Кербулацького району була передана частина території Панфіловського району (Басшийський сільський округ).

## Склад
До складу району входять 13 сільських округів та 1 міська адміністрація:
| Поселення                        | Площа, км² | Населення, осіб (1989) | Населення, осіб (1999) | Населення, осіб (2009) | Населення, осіб (2021) | Центр              | Населені пункти |
| -------------------------------- | ---------- | ---------------------- | ---------------------- | ---------------------- | ---------------------- | ------------------ | --------------- |
| Жаркентська міська адміністрація | -          | 37580                  | 40081                  | 39731                  | 52361                  | Жаркент            | 1               |
| Айдарлинський сільський округ    | -          | 2498                   | 2557                   | 2321                   | 2265                   | Айдарли            | 3               |
| Атамекенський сільський округ    | -          | 6067                   | 7586                   | 8298                   | 11899                  | Атамекен           | 4               |
| Баскунчинський сільський округ   | -          | 4211                   | 4772                   | 4732                   | 5329                   | Баскунші           | 2               |
| Бірліцький сільський округ       | -          | 4271                   | 5367                   | 5709                   | 5770                   | Алтиуй             | 3               |
| Жаскентський сільський округ     | 126,8      | 1945                   | 2651                   | 2677                   | 3778                   | імені Головацького | 2               |
| Коктальський сільський округ     | -          | 13016                  | 13261                  | 12581                  | 12549                  | Коктал             | 3               |
| Конироленський сільський округ   | -          | 5702                   | 6055                   | 5240                   | 4796                   | Кониролен          | 5               |
| Сарибельський сільський округ    | -          | 4088                   | 4553                   | 4553                   | 4156                   | Сарибель           | 3               |
| Талдинський сільський округ      | -          | 4332                   | 5161                   | 5042                   | 5440                   | Талди              | 3               |
| Улкенагаський сільський округ    | -          | 3091                   | 3117                   | 3309                   | 2936                   | Аулієагаш          | 3               |
| Улькеншиганський сільський округ | -          | 8299                   | 9140                   | 9581                   | 11265                  | Улкен-Шиган        | 4               |
| Ушаральський сільський округ     | -          | 4357                   | 4859                   | 5095                   | 5361                   | Ушарал             | 3               |
| Чулакайський сільський округ     | -          | 3002                   | 3824                   | 4190                   | 5036                   | Чулакай            | 3               |

## Найбільші населені пункти
Населені пункти з чисельністю населення понад 2000 осіб:
| №  | Населений пункт    | Населення, осіб (1989) | Населення, осіб (1999) | Населення, осіб (2009) | Населення, осіб (2021) |
| -- | ------------------ | ---------------------- | ---------------------- | ---------------------- | ---------------------- |
| 1  | Жаркент            | 31 106                 | 32 656                 | 33 350                 | 52 361                 |
| 2  | Коктал             | 10 689                 | 10 814                 | 10 360                 | 10 494                 |
| 3  | Атамекен           | 4 073                  | 4 859                  | 5 081                  | 8 146                  |
| 4  | Улкен-Шиган        | 3 765                  | 4 319                  | 4 682                  | 5 698                  |
| 5  | Ушарал             | 4 278                  | 4 349                  | 4 194                  | 4 785                  |
| 6  | Чулакай            | 2 262                  | 2 884                  | 3 407                  | 3 942                  |
| 7  | Алтиуй             | 2 869                  | 3 505                  | 3 697                  | 3 870                  |
| 8  | Алмали             | 2 413                  | 2 803                  | 3 007                  | 3 407                  |
| 9  | Кіши-Шиган         | 2 434                  | 2 805                  | 2 654                  | 3 390                  |
| 10 | імені Головацького | 985                    | 1 662                  | 1 920                  | 2 931                  |
| 11 | Кониролен          | 3 614                  | 3 690                  | 3 031                  | 2 675                  |
| 12 | Аулієагаш          | 2 661                  | 2 763                  | 2 959                  | 2 645                  |
| 13 | Талди              | 1 617                  | 1 962                  | 2 063                  | 2 080                  |